# Тинмут
Тинмут (англ. Teignmouth) — город и община в графстве Девон на юго-западе Англии. Лежит на северном берегу реки Тин. По переписи 2001 года население составляет 14 413 человек.

## История
Тинмут известен с 1044 года, в Средние века соперничал с Дартмутом за звание главного порта Девона, затем его значение сократилось. В XVII веке округу беспокоили дюнкеркские приватиры. В XVIII веке город разросся благодаря наличию рыболовства, морского порта, связанного с промыслом трески у берегов Ньюфаундленда, а также модного курорта, который посещали люди среднего достатка (помимо прочих, Фанни Бёрни и Джон Китс). Положительное значение для местной экономики имело открытие железнодорожной компании Южного Девона в 1846 году. На сегодняшний день порт всё ещё действует и город остаётся популярным прибрежным местом для проведения выходных и праздников.
Также Тинмут прославился благодаря британской рок-группе Muse, которая была образована там в 1994 году.

## Географическое положение
Город расположен на северном берегу устья реки Тен на стыке прибрежного шоссе A379, дороги A381 к Ньютон Эбботу и B3192, которая поднимается до A380 к Хэлдону. Тинмут соединяется с Шолдоном, деревней на противоположном берегу, переправой с пассажирским паромом у устья реки и автомобильным мостом выше по течению. Красный песчаник на мысе со стороны Шолдона, называемой «Несс», является самым узнаваемым символом города со стороны моря.
В районе порта находится Salty (Солёный) — небольшой плоский остров, созданный в ходе работ по углублению и выравниванию дна и очистке главного судоходного канала. В последнее время он покинут из-за большой насыпи песка, остававшейся от приливов, и посещается лишь птицами и сборщиками моллюсков. Местные жители заняты выловом лосося, особенно вблизи моста рядом с Шолдоном.